# 2011 MD
2011 MDはアポロ型小惑星の地球近傍天体である。日本時間の2011年6月28日午前2:00に地球から、およそ12,000 kilometers (7,500 mi) (月までの距離の約1/32) まで接近した。。当初はデブリだと思われていたが、その後の調査で小惑星だと判明した。

## 概要
2011年6月22日、ニューメキシコ州にあるLINEARが所有する望遠鏡によって発見された。発見時の概算で直径は10 and 45 meters (30 and 150 ft)の範囲とされ、後には7 and 15 meters (20 and 50 ft)とされていた。2014年6月には、NASAの赤外線天文衛星スピッツァーによってこの年の2月に行われた観測の結果、直径は6 meters (20 ft)、比重は水と同じ程度であるとされた。
エミリー・バルドウィン博士は雑誌「Astronomy Now」にて、この天体が地球に衝突する心配は無く、地球の大気圏に突入した場合（そうでない場合でも）、「大部分は明るい火の玉として燃えてしまい、わずかな隕石がばらまかれるだけだろう。」と述べている。
2011年6月28日の最接近によって2011 MDの公転周期は380日から396日に広がった。地球通過時の相対速度は6.7km/sで地球に対しての軌道離心率は1.1であった。
|  |  |